# Michel Hengo
Michel Hengo est un artiste-peintre congolais né le 19 février 1942 à Mongo (Cuvette) et mort le 21 septembre 2019 à Pointe-Noire. Il est considéré comme un pionnier et une icône de la peinture congolaise moderne. 
Créateur de nombreuses fresques et affiches, ainsi que de timbres-poste, il a notamment participé à la conception de la Fresque de l'Afrique à Brazzaville, du drapeau de la République populaire du Congo ainsi que de l'emblème du Parti congolais du travail (PCT). Il a aussi réalisé la décoration du Palais des Congrès de Brazzaville et celle de la salle de conférence de l'Organisation de l'unité africaine (OUA) à Addis-Abeba.

## Biographie

### Jeunesse et débuts
Michel Hengo naît le 19 février 1942 à Mongo (Makoua), dans le département de la Cuvette. Après la mort de son père en 1950 et de sa mère en 1953, il est recueilli par son oncle. 
À l'âge de 19 ans, en 1961, il part rejoindre son frère à Brazzaville. Il y apprend la peinture de manière autodidacte et fréquente le peintre réaliste Michel Gando. Il se met à vendre ses œuvres, qui rencontrent un certain succès, et reçoit par la suite de nombreuses commandes, surtout d'expatriés, lui permettant de vivre de son art,. 
De 1968 à 1970, il part étudier à l'école des peintres de Poto-Poto.

### LaFresque de l'Afrique
En 1970, Michel Hengo participe à la création de la Fresque de l'Afrique, œuvre commandée par l'État congolais (alors dirigé par un gouvernement socialiste) pour être exposée à Brazzaville, avec les artistes Émile Mokoko, André Ombala, Jean Itoua et Dégo (superviseur italien). Cette fresque, qui est un exemple typique de l’art socialiste et prolétarien promu à cette époque, est composée de centaines de carreaux de céramique peints à la main. Elle représente l'histoire du peuple congolais, de la période précoloniale à l'avènement du « socialisme scientifique » dans le pays. Ses créateurs ont cependant interdiction de signer leur œuvre, et doivent écrire « Le peuple parle au peuple » à la place. Ils pourront finalement apposer leurs signatures sur un carreau de céramique dans les années 1980,.
De 1977 à 1991, Michel Hengo se fait un nom dans la peinture et reçoit de nombreuses commandes pour des fresques murales, des affiches ou des timbres-poste. Il participe à plusieurs festivals, dont le Festival mondial des arts nègres de Lagos en 1977 et le Festival mondial de la jeunesse et des étudiants de La Havane en 1978. Il fait notamment connaître la culture congolaise dans le monde en vendant ses toiles et en exposant dans de nombreux pays étrangers tels que la France, les États-Unis, le Brésil ou la Chine.

### Œuvres politiques
Non politisé, Michel Hengo prend cependant part à la conception du drapeau de la République populaire du Congo. Sa maquette, sélectionnée parmi 5 propositions, reprend l'idée de la faucille et du marteau, en remplaçant cependant la faucille par une houe, un outil typiquement africain. Il propose également d'utiliser 9 étoiles pour les 9 régions du Congo, mais cela sera modifié car ressemblant trop au drapeau chinois.

Emblème du drapeau de la République populaire du Congo, réalisé par Michel Hengo.

Michel Hengo réalise également l'emblème du Parti congolais du travail (PCT), la décoration du Palais des Congrès de Brazzaville ainsi que celle de la salle de conférence de l'Organisation de l'unité africaine (OUA) à Addis-Abeba.

### Dernières années
À partir de 2000, il prend résidence à Pointe-Noire, où il ouvre un atelier et enseigne le dessin à de jeunes artistes. En février 2016, la Chambre de commerce, d’industrie, d’agriculture et des métiers (CCIAM) de Pointe-Noire lui rend hommage en organisant dans ses locaux une exposition de 27 de ses tableaux intitulée « Le chant du cygne ».
Michel Hengo meurt à l'âge de 77 ans le 21 septembre 2019 à Pointe-Noire, des suites d'une longue maladie.

## Style
Adepte de la peinture à l'huile, Michel Hengo est un peintre polyvalent s'essayant à de nombreux styles. Évoluant dans le cubisme et l'art figuratif à ses débuts, il s'intéresse au symbolisme à partir des années 1990, avant de se tourner vers l'art abstrait à la suite de la guerre civile. 
Les scènes du quotidien l'inspirent beaucoup, ainsi que la figure de la femme congolaise. Les étoiles et le cosmos sont également des sujets récurrents dans ses toiles, et il utilise beaucoup de couleurs chaudes. 

## Distinctions
- Chevalier dans l'Ordre du dévouement congolais[8]
- Pinceau d'Or (2001)[6]